# 안도규
안도규(2000년 9월 28일 ~ )는 대한민국의 배우이다.

## 학력
| 연도        | 학교             | 학과                      | 비고 |
| ----------- | ---------------- | ------------------------- | ---- |
| 2007 ~ 2012 | 서울연촌초등학교 | ―                         | 졸업 |
| 2013 ~ 2015 | 청담중학교       | ―                         | 졸업 |
| 2016 ~ 2018 | 청담고등학교     | ―                         | 졸업 |
| 2020 ~      | 청주대학교       | 연극영화음악학부 연극전공 | 재학 |

## 연기 활동

### 드라마
- 2007년 KBS2 아침드라마 《사랑해도 괜찮아》 ... 안마루치 역
- 2007년 KBS2 단막극 《드라마시티 - 그녀의 별이 반짝일때》 ... 현수 역
- 2008년 KBS2 월화드라마 《싱글파파는 열애중》 ... 강산 역
- 2008년 SBS 아침드라마 《며느리와 며느님》 ... 박준 역
- 2009년 KBS2 단막극 《드라마시티 - 아버지의 이름으로》 ... 한동민 역
- 2011년 tvN 월요드라마 《버디버디》 ... 어린 성태갑 역 (박한비 아역)
- 2011년 KBS2 수목드라마 《영광의 재인》 ... 어린 김영광 역 (천정명 아역)
- 2012년 SBS Plus 드라마 《풀하우스2》 ... 어린 이태익 역 (노민우 아역)
- 2012년 tvN 수목드라마 《제3병원》 ... 어린 김두현 역 (김승우 아역)
- 2012년 MBC 월화드라마 《마의》 ... 어린 백광현 역 (조승우 아역)
- 2012년 MBC 수목드라마 《보고싶다》 ... 어린 강형준 역 (유승호 아역)
- 2013년 MBC 월화드라마 《기황후》 ... 어린 왕유 역 (주진모 아역)
- 2014년 SBS 수목드라마 《너희들은 포위됐다》 ... 은대구 (김지용) 어린시절 (이승기 아역)
- 2015년 MBC 월화드라마 《화정》 ... 소년 강인우 역 (한주완 아역)
- 2017년 KBS2 수목드라마 《맨몸의 소방관》 ... 어린 강철수 역 (이준혁 아역)
- 2017년 KBS2 수목드라마 《7일의 왕비》 ... 소년 이융 역 (이동건 아역)
- 2018년 OCN 주말드라마 《나쁜 녀석들 : 악의 도시》 ... 어린 허일후 역 (주진모 아역)
- 2018년 tvN 토일드라마 《라이브》 ... 서형 역
- 2018년 tvN 월화드라마 《시를 잊은 그대에게》 ... 어린 예재욱 역 (이준혁 아역)
- 2020년 카카오TV 오리지널 드라마  《연애혁명》 ... 안경민 역[1]
- 2020년 Netflix 오리지널 드라마 《스위트홈》 ... 김도훈 역
- 2021년 tvN 금토드라마 《보이스 4》 ... 황미나 역
- 2022년 Disney+ 오리지널 드라마 《너와 나의 경찰수업》 ... 홍윤기 역
- 2023년 TVING 오리지널 드라마 《방과 후 전쟁활동》 ... 국영수 역
- 2023년 tvN 월화드라마 《반짝이는 워터멜론》 ... 어린 오마주 역 (김형범 아역)
- 2024년 SBS 금토드라마 《커넥션》 ... 어린 노규민 역
- 2024년 Disney+ 오리지널 드라마 《강력하진 않지만 매력적인 강력반》 … 지웅 역

### 영화
- 2009년 《날아라 펭귄》 ... 최승윤 역
- 2010년 《소와 함께 여행하는 법》 ... 동자승 역
- 2012년 《늑대소년》 ... 동석 역
- 2014년 《살인자》 ... 용호 역
- 2020년 《대전 블루스》 ... 장기현 역

### 연극
- 2021년 《한여름 밤의 꿈》 ... 닉 보텀 (A 캐스트) 역[2]

## 예능 프로그램
- 2024년 쿠팡플레이 SNL코리아 시즌5 - 고정출연

## 광고
- 복권위원회
- 맥도날드
- 우공비
- 삼성 하우젠
- KTX
- 국민은행
- 다우니
- 메가스터디[3]